# Сигнал (научный центр)
Федеральное государственное унитарное предприятие "Научный центр «Сигнал» — предприятие в Москве, находящееся в подчинении Федеральной службы по техническому и экспортному контролю, основным видом деятельности которого заявлен экспортный контроль в области химии, биологии и фармакологии.

## История
Предприятие создано в соответствии с распоряжением Правительства Российской Федерации от 2 февраля 2010 года № 129-р.
По официальному адресу научного центра «Сигнал» (Большая Оленья улица, 8) находится комплекс зданий Центрального военного клинического госпиталя имени П. В. Мандрыка Министерства обороны РФ. В октябре 2016 года градостроительно-земельная комиссия Москвы одобрила реконструкцию пяти корпусов на Большой Оленьей ул., 8 (стр. 1, 2, 4, 5, 6).
Фактическим адресом научного центра «Сигнал» является Нагатинская улица, 16а, где расположен Центральный научно-исследовательский институт химии и механики.